# Dionýsios Petosarápis
Dionýsios Petosarápis byl egyptský hodnostář, jeden z nemnoha bezpečně známých rodilých Egypťanů na ptolemaiovském dvoře, v době nedobrovolné společné vlády tří sourozenců (od roku 170 př. n. l.) Ptolemaia VI., jeho manželky Kleopatry II. a nejmladšího Ptolemaia VIII.
Usiloval o faktickou samovládu Ptolemaia VIII. na úkor ostatních dvou králů; aby dosáhl souhlasu alexandrijského veřejného mínění, rozšířil v roce 165 př. n. l. (pravděpodobně nepravdivou) zprávu, že se jej Ptolemaios VI. snaží přimět k zavraždění bratra. To v Alexandrii vyvolalo znepokojení. Je velmi pravděpodobné, že Petosarápis jednal s vědomím a z pověření mladšího krále, ale situace se nakonec vyvinula jinak: Ptolemaios VIII. se pravděpodobně zalekl následků a oba králové společně veřejně demonstrovali svou svornost.
Petosarápis proto na alexandrijských předměstích shromáždil asi 4 000 vzbouřených vojáků; po jejich porážce utekl do Horního Egypta. Povstání, které tím podnítil, zachvátilo celou zemi, bylo však brutálně potlačeno hned v následujícím roce.